# Czerników (Łódź)
Pour les articles homonymes, voir Czerników.
Czerników (prononciation [t͡ʂɛrˈnikuf]) est un village de la gmina de Piątek, du powiat de Łęczyca, dans la voïvodie de Łódź, situé dans le centre de la Pologne.
Il se situe à environ 55 kilomètres au sud-ouest de Piątek (siège de la gmina), 15 kilomètres à l'est de Łęczyca (siège du powiat) et 30 kilomètres au nord de Łódź (capitale de la voïvodie).

## Administration
De 1975 à 1998, le village était attaché administrativement à l'ancienne voïvodie de Płock.

Depuis 1999, il fait partie de la nouvelle voïvodie de Łódź.